# جون لامبرت (لاعب كريكت)
جون لامبرت (بالإنجليزية: John Lambert)‏ (28 أبريل 1772 - 14 سبتمبر 1847) هو لاعب كريكت بريطاني (وحمل سابقاً جنسية المملكة المتحدة لبريطانيا العظمى وأيرلندا).